# باتريك ويليام
باتريك ويليام هو لاعب كرة قدم برازيلي في مركز الدفاع، ولد في 3 يونيو 1997 في ساو ليوبولدو في البرازيل. لعب مع Tupi Football Club ‏.

## وصلات خارجية
- باتريك ويليام على موقع رابطة كرة القدم اليابانية للمحترفين (اليابانية)
- باتريك ويليام على موقع قاعدة بيانات كرة القدم.إي يو (الإنجليزية)
- باتريك ويليام على موقع Soccerway.com (الإنجليزية)